# تخت (بندرعباس)
تخت مرکز بخش تخت در شهرستان بندرعباس در استان هرمزگان است.

## جمعیت
این شهر در دهستان تخت قرار دارد. این شهر، مرکز این دهستان می‌باشد و براساس سرشماری مرکز آمار ایران در سال ۱۳۹۵، جمعیت آن ۳٬۰۸۲ نفر (۸۹۴خانوار) بوده‌است.